# Bustul lui Ovid Densușianu din Densuș
Bustul lui Ovid Densușianu din Densuș este un monument istoric aflat pe teritoriul satului Densuș, comuna Densuș.

## Galerie

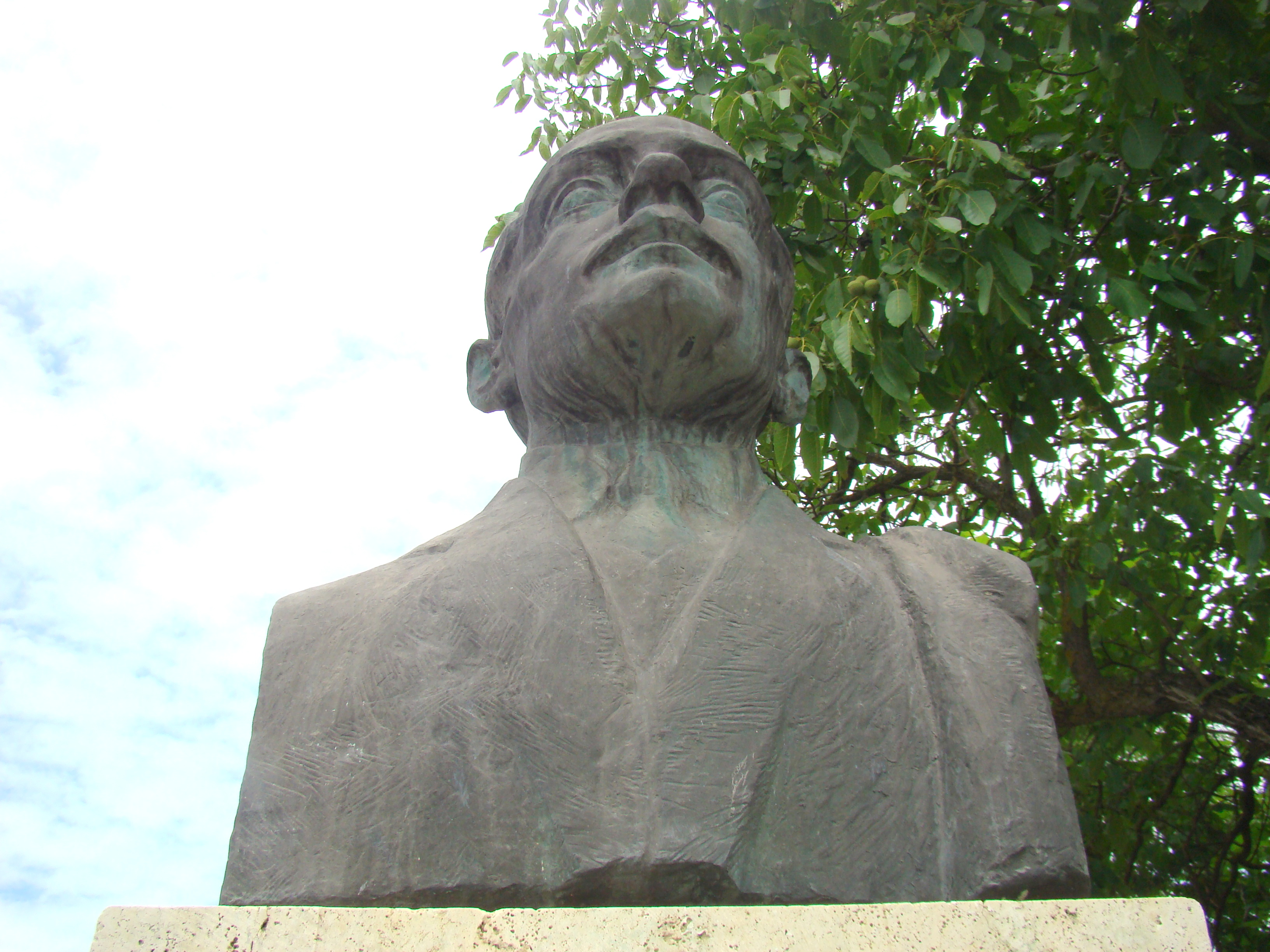
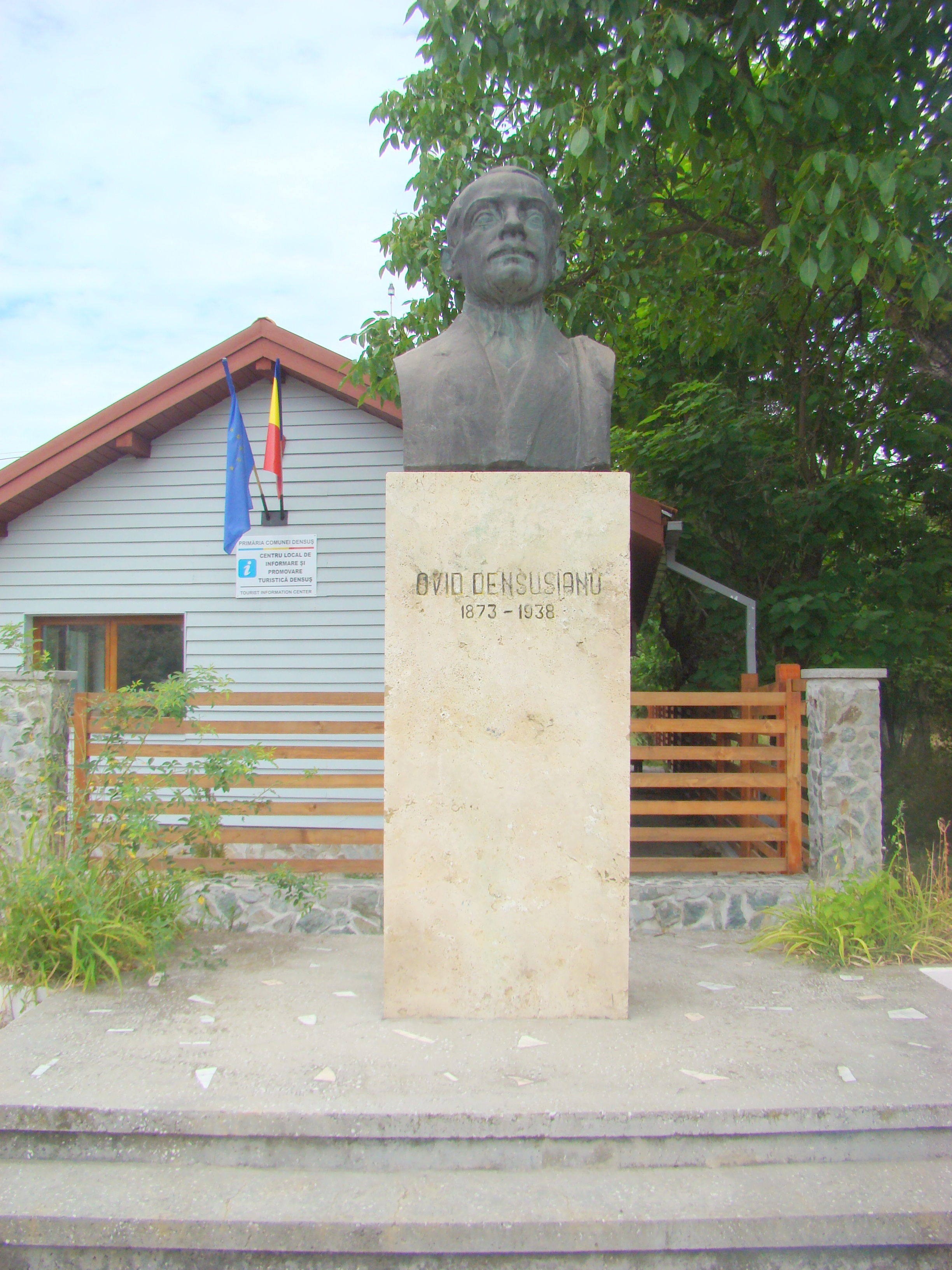
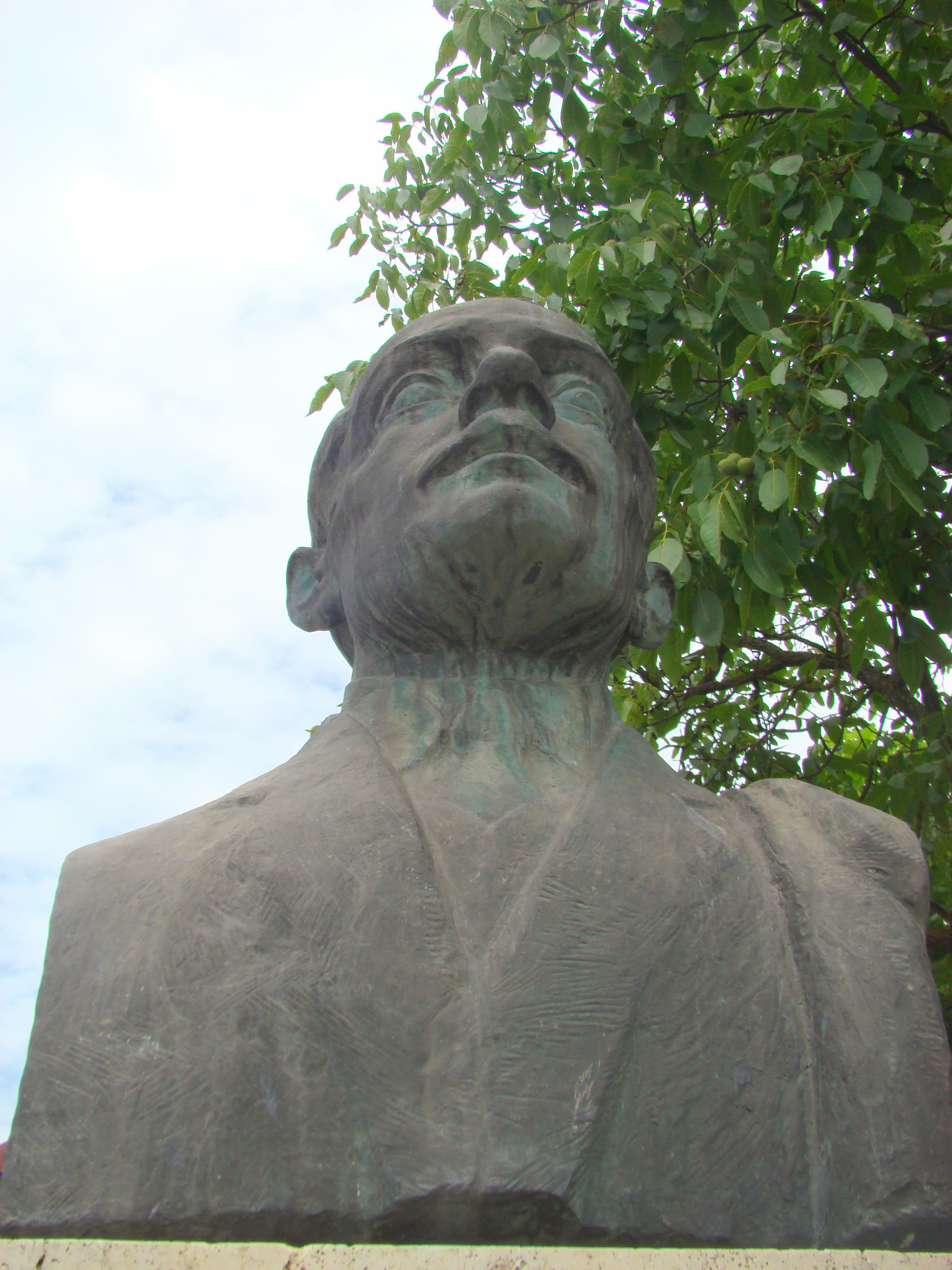
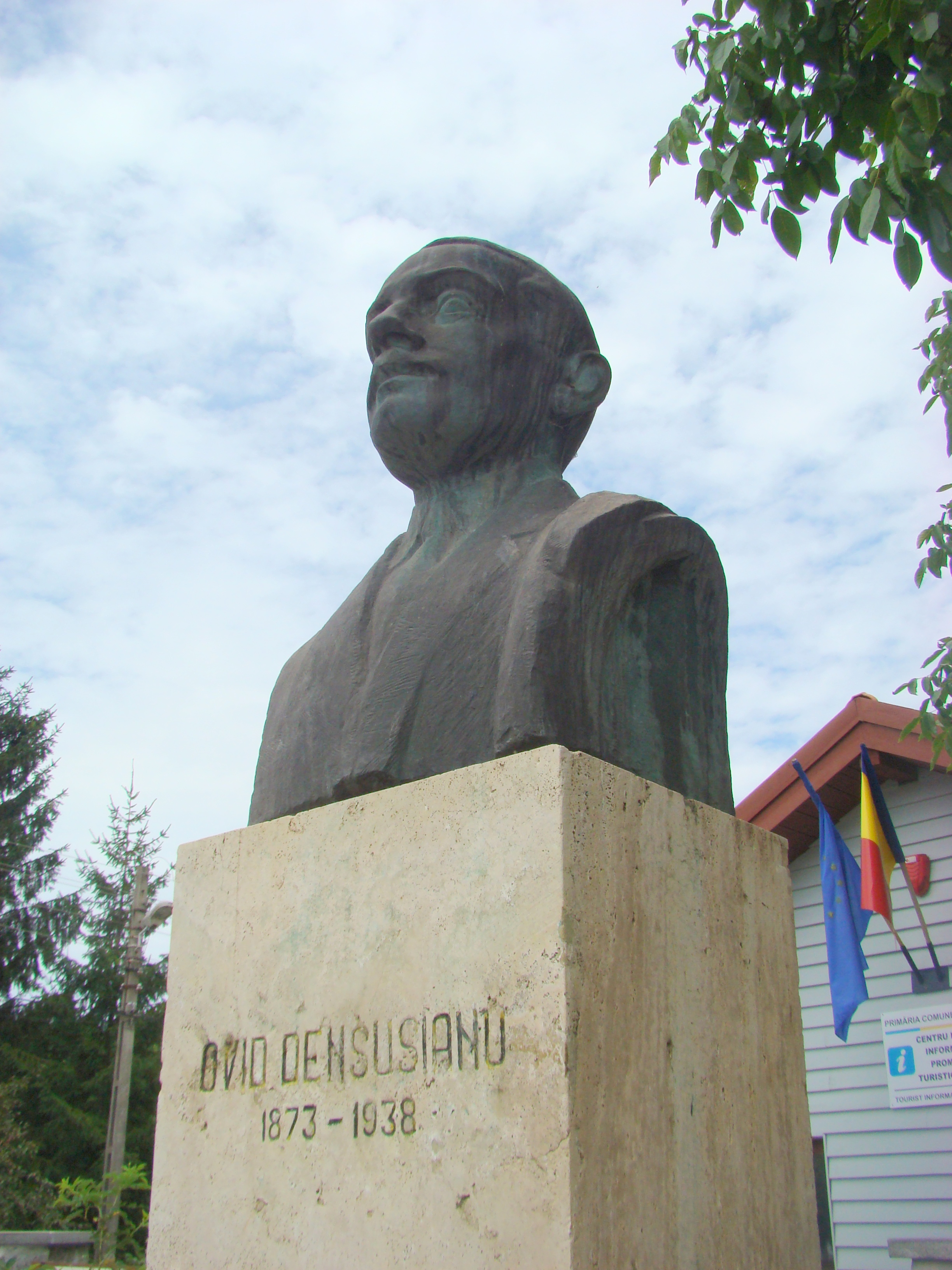
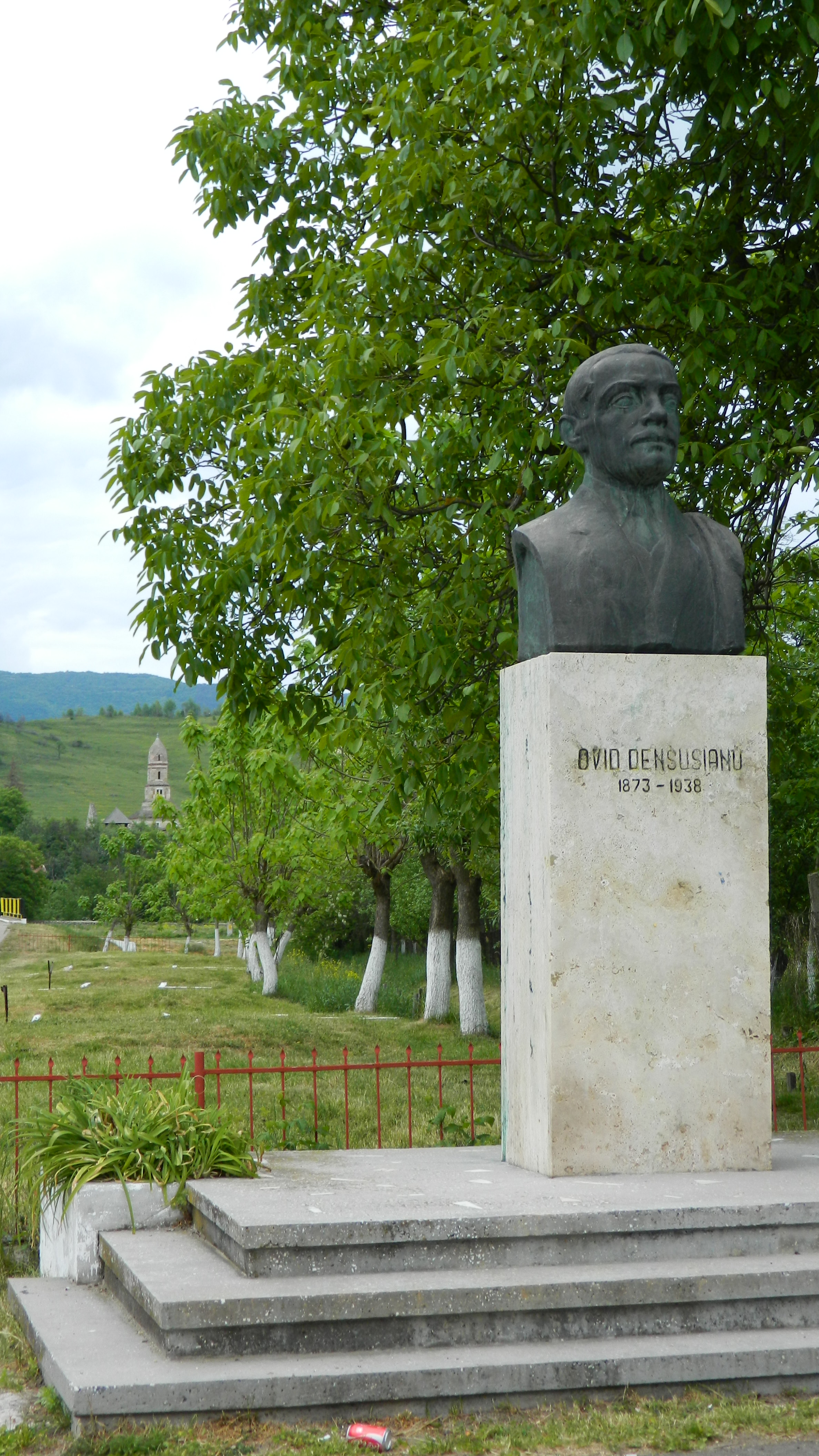